# كورمارانش-أون-بوغي
كورمارانش-أون-بوجي (بالفرنسية: Cormaranche-en-Bugey)‏ هي بلدية فرنسية تقع في إقليم الآن في فرنسا. رمز إنسي لها هو:1122. أما الرمز البريدي لها فهو: 1110.